# Morti nel 1100
| Questa pagina contiene informazioni ricavate automaticamente dalle voci biografiche con l'ausilio del template Bio e di un bot. L'aggiornamento è periodico e automatico e ricostruisce completamente la pagina. Se manca una persona in questa lista, sei pregato di non aggiungerla, ma accertati piuttosto che la sua voce biografica contenga il template Bio e che i dati anagrafici siano correttamente compilati. Se il template Bio manca, inseriscilo tu stesso o, in alternativa, metti l'avviso {{tmp\|Bio}} che ne segnala la mancanza. Se i dati riportati sono sbagliati, correggi direttamente la voce biografica; le modifiche saranno visibili in questa lista entro pochi giorni. Per chiarimenti vedi il progetto biografie. La lista contiene solo le 20 persone che sono citate nell'enciclopedia e per le quali è stato implementato correttamente il template Bio. Pagina aggiornata al 2 mag 2025. |

- 23 febbraio - Song Zhezong, imperatore cinese (n. 1076)
- 25 febbraio - Gerlando di Agrigento, vescovo e santo italiano
- 28 marzo - Adelaide di Weimar-Orlamünde, nobile tedesca
- 18 luglio - Goffredo di Buglione, sovrano franco
- 2 agosto - Guglielmo II d'Inghilterra, re
- 3 agosto - Ottone di Strasburgo, vescovo cattolico tedesco
- 8 settembre - Clemente III, arcivescovo cattolico italiano
- 16 settembre - Bernoldo di Costanza, scrittore tedesco (n. 1054)
- 13 ottobre - Guido I di Ponthieu, nobile francese
- 18 novembre - Tommaso di York, vescovo francese
- 22 dicembre - Bretislao II di Boemia, sovrano boemo
- Aimone di Hirschau, scrittore tedesco
- Sigizzone Bianchelli il Vecchio, cardinale italiano
- Elvira di Toro
- Giovanni VI di Alessandria, arcivescovo ortodosso egiziano
- Goffredo di Conversano, condottiero normanno
- Goffredo I di Perche, nobile francese
- Guglielmo IV del Monferrato, marchese italiano
- Roberto d'Embrun, nobile
- Orzocco I de Lacon-Zori, sovrano